# Access Stratum
Access stratum (AS) je v telekomunikacích funkční vrstva v protokolovém zásobníku pro bezdrátovou komunikaci mezi rádiovou sítí a uživatelským zařízením v sítích UMTS a LTE.
Definice AS v Universal Mobile Telecommunications System a LTE se značně liší, ale v obou případech je AS odpovědné za transport dat bezdrátovým spojením a za řízení rádiových prostředků. Rádiová přístupová síť se také nazývá přístupová síť.